# ジ・オーシャン (バンド)
ジ・オーシャン (The Ocean)は、ドイツのエクスペリメンタル・メタルバンド。

## メンバー
- Loïc Rossetti (ボーカル)
- Jona Nido (ギター)
- Robin Staps (ギター)
- Louis Jucker (ベース)
- Luc Hess ドラム
- Nils Lindenhayn (VJ)

## ディスコグラフィ

### スタジオ・アルバム
- Fluxion (2004年)
- 『アイオリアン』 - Aeolian (2006年)
- Precambrian (2007年)
- Heliocentric (2010年)
- Anthropocentric (2010年)
- Pelagial (2013年)
- 『顕生代〜破壊と創生 第一部:古生代』 - Phanerozoic I: Palaeozoic (2018年)
- Phanerozoic II: Mesozoic / Cenozoic (2020年)
- Holocene (2023年)